# Videoclips en català més vistos a YouTube

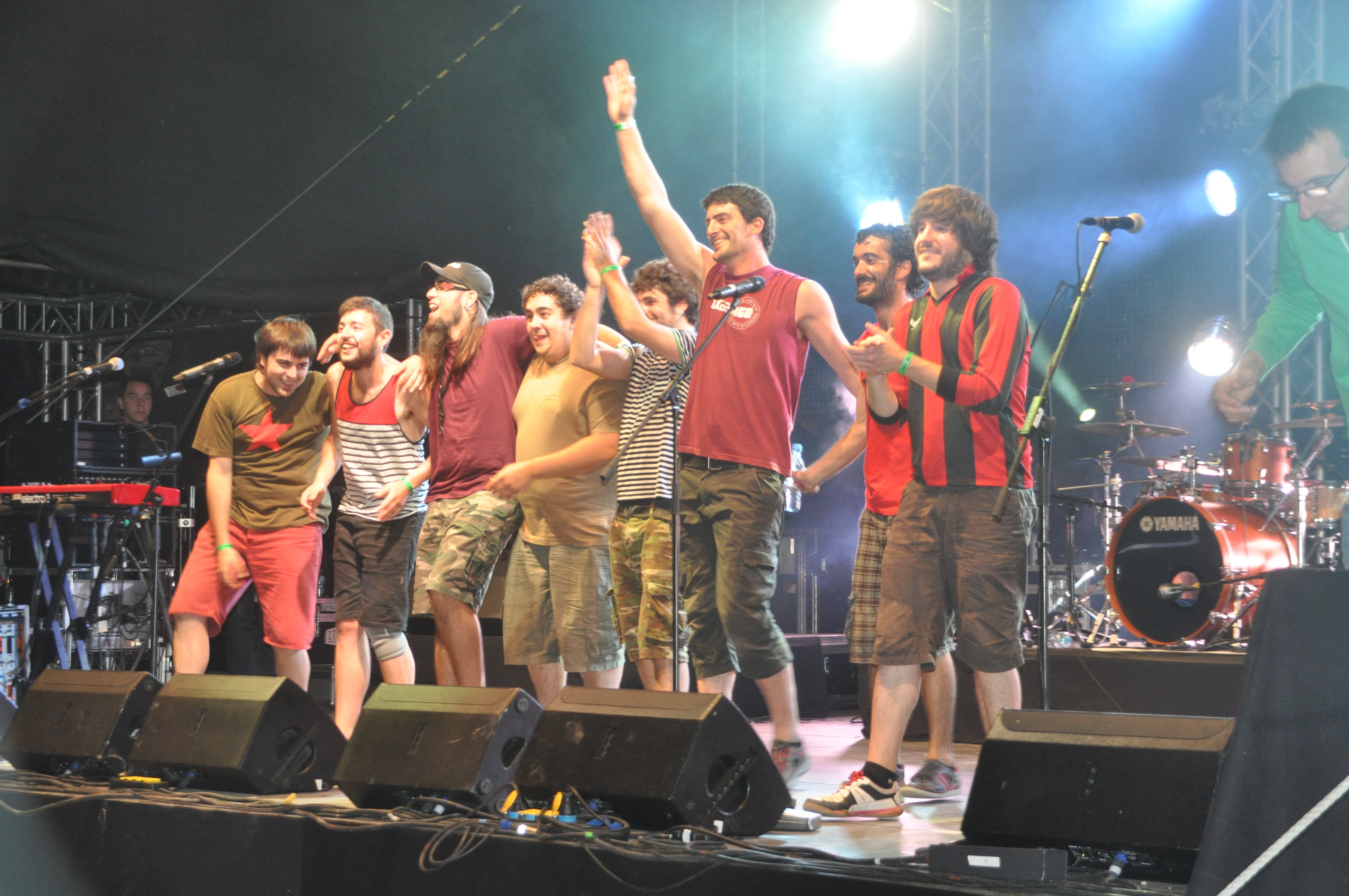
Txarango acumula més de 125 milions de visualitzacions al seu canal de YouTube

Llistat amb els videoclips de cançons en català que més reproduccions acumulen a YouTube.

## Videoclips genèrics

### Més de cinc milions de reproduccions
(actualitzat a 18/02/25)
      Català
      Català/castellà
      Català/anglès
| Títol                  | Reproduccions | Artista/Grup               | Data publicació  | Ref    |
| ---------------------- | ------------- | -------------------------- | ---------------- | ------ |
| F*cking Money Man      | 43.587.003    | Rosalia                    | 3 juliol 2019    | [ 1 ]  |
| Caminem lluny          | 16.188.919    | Doctor Prats               | 18 abril 2018    | [ 2 ]  |
| Una lluna a l'aigua    | 14.541.524    | Txarango                   | 14 març 2017     | [ 3 ]  |
| Agafant l'horitzó      | 13.812.175    | Txarango                   | 3 setembre 2017  | [ 4 ]  |
| Volcans                | 10.654.420    | Buhos                      | 19 gener 2018    | [ 5 ]  |
| Fins que arribi l'alba | 9.429.431     | Els Catarres               | 6 febrer 2018    | [ 6 ]  |
| Músic de carrer        | 9.123.108     | Txarango                   | 11 març 2014     | [ 7 ]  |
| Pa amb oli i sal       | 8.941.159     | Blaumut                    | 9 octubre 2012   | [ 8 ]  |
| Coti x Coti            | 8.296.200     | The Tyets                  | 17 febrer 2023   | [ 9 ]  |
| Estiu                  | 8.003.239     | Zoo                        | 19 juny 2014     | [ 10 ] |
| Vull estar amb tu      | 7.722.263     | Els Catarres               | 20 març 2013     | [ 11 ] |
| Sincero                | 7.594.660     | 31 FAM                     | 16 setembre 2017 | [ 12 ] |
| Jenifer                | 7.338.763     | Els Catarres               | 10 maig 2011     | [ 13 ] |
| Connectats             | 7.102.859     | Buhos                      | 31 març 2019     | [ 14 ] |
| La gent que estimo     | 6.777.566     | Oques Grasses & Rita Payés | 28 maig 2021     | [ 15 ] |
| Indapanden             | 6.387.382     | Bad Gyal                   | 1 maig 2016      | [ 16 ] |
| Tanca els ulls         | 6.252.427     | Txarango                   | 18 octubre 2018  | [ 17 ] |
| Serem ocells           | 6.122.375     | Oques Grasses              | 8 febrer 2019    | [ 18 ] |
| Compta amb mi          | 5.715.204     | Txarango                   | 18 març 2014     | [ 19 ] |
| Bala perdida           | 5.590.694     | Santa Salut & Adala        | 25 març 2019     | [ 20 ] |
| Sense tu               | 5.586.167     | Teràpia de Shock           | 24 setembre 2009 | [ 21 ] |
| In the night           | 5.381.498     | Oques Grasses              | 23 gener 2019    | [ 22 ] |
| Barcelona s'il·lumina  | 5.282.249     | Buhos                      | 10 març 2016     | [ 23 ] |

### Entre dos i cinc milions de reproduccions
(actualitzat a 18/02/25)
| Títol                                  | Reproduccions | Artista/Grup                              | Data publicació   | Ref    |
| -------------------------------------- | ------------- | ----------------------------------------- | ----------------- | ------ |
| Bicicletes                             | 4.923.569     | Blaumut                                   | 13 maig 2013      | [ 24 ] |
| Sta guai                               | 4.851.012     | Oques Grasses                             | 31 gener 2019     | [ 25 ] |
| Elefants                               | 4.773.258     | Oques Grasses                             | 28 maig 2021      | [ 26 ] |
| Pai                                    | 4.726.299     | Bad Gyal                                  | 11 abril 2016     | [ 27 ] |
| Yo sigo iual                           | 4.623.683     | Bad Gyal                                  | 22 novembre 2018  | [ 28 ] |
| Benvolgut                              | 4.543.187     | Manel                                     | 19 juliol 2011    | [ 29 ] |
| Escriurem                              | 4.452.810     | Miki Núñez                                | 20 març 2020      | [ 30 ] |
| Camals mullats                         | 4.451.284     | La Gossa Sorda                            | 11 maig 2008      | [ 31 ] |
| Ventiladors                            | 4.414.211     | Zoo                                       | 24 març 2017      | [ 32 ] |
| The Bright Side                        | 4.355.597     | Stay Homas & Oques Grasses                | 26 juny 2020      | [ 33 ] |
| Camins                                 | 4.289.353     | Sopa de Cabra                             | 26 febrer 2009    | [ 34 ] |
| Tobogan                                | 4.275.133     | Zoo                                       | 26 març 2021      | [ 35 ] |
| Corbelles                              | 4.108.549     | Zoo                                       | 27 abril del 2015 | [ 36 ] |
| Boig per tu                            | 3.986.675     | Sau                                       | 6 abril 2010      | [ 37 ] |
| Bailoteo                               | 3.971.753     | The Tyets                                 | 18 novembre 2022  | [ 38 ] |
| Tintin                                 | 3.939.307     | Els Catarres                              | 25 abril del 2012 | [ 39 ] |
| La Marina sta morena                   | 3.914.997     | Figa Flawas                               | 4 juliol 2024     | [ 40 ] |
| Invencibles                            | 3.893.458     | Els Catarres                              | 21 de març 2013   | [ 41 ] |
| En peu de guerra                       | 3.849.839     | Els Catarres                              | 3 març 2015       | [ 42 ] |
| Valentina                              | 3.844.254     | 31 FAM                                    | 30 novembre 2018  | [ 43 ] |
| Mediterrània                           | 3.783.876     | La Fúmiga & El Diluvi & VaDeBo            | 11 juliol 2018    | [ 44 ] |
| La platja                              | 3.621.682     | Stay Homas & The Tyets                    | 16 juny 2023      | [ 45 ] |
| Aquí és nadal i estic content!         | 3.570.372     | La Pegatina                               | 16 desembre 2010  | [ 46 ] |
| Petar-ho                               | 3.358.673     | Oques Grasses                             | 28 maig 2021      | [ 47 ] |
| Vint-i-un botons                       | 3.283.330     | Blaumut                                   | 24 octubre 2017   | [ 48 ] |
| Ara                                    | 3.280.157     | Doctor Prats                              | 28 març 2016      | [ 49 ] |
| Tanca els ulls                         | 3.252.961     | Txarango & Joan Dausà                     | 14 juny 2021      | [ 50 ] |
| Corren                                 | 3.159.262     | Gossos & Macaco                           | 17 febrer 2009    | [ 51 ] |
| Olívia                                 | 3.145.983     | The Tyets                                 | 3 març 2023       | [ 52 ] |
| El cap per avall                       | 3.046.653     | Zoo                                       | 28 febrer 2017    | [ 53 ] |
| Esbarzers (remescla de La Gossa Sorda) | 3.042.284     | Zoo                                       | 23 setembre 2015  | [ 54 ] |
| Torno a ser jo                         | 3.040.980     | Oques Grasses                             | 23 gener 2019     | [ 55 ] |
| Tant de bo                             | 3.038.757     | Suu                                       | 12 desembre 2019  | [ 56 ] |
| Aniversari                             | 3.023.512     | Manel                                     | 18 març 2011      | [ 57 ] |
| Només amb tu                           | 3.013.375     | Animal                                    | 19 gener 2016     | [ 58 ] |
| Supermercat                            | 3.002.934     | Lildami                                   | 14 juny 2022      | [ 59 ] |
| Boig per tu (versió de Sau)            | 2.988.541     | Shakira                                   | 24 març 2014      | [ 60 ] |
| Vull                                   | 2.914.338     | Zoo                                       | 3 novembre 2014   | [ 61 ] |
| Mil ocells                             | 2.851.841     | Txarango & Jarabe de Palo                 | 21 març 2017      | [ 62 ] |
| Boomerang                              | 2.761.695     | Manel                                     | 15 març 2011      | [ 63 ] |
| Sexe sexy                              | 2.613.893     | Mushkaa & Bad Gyal                        | 28 març 2024      | [ 64 ] |
| De bonesh                              | 2.563.055     | Oques Grasses                             | 28 maig 2021      | [ 65 ] |
| Bon dia                                | 2.549.244     | Els Pets                                  | 30 juliol 2008    | [ 66 ] |
| El primer arbre del bosc               | 2.495.559     | Blaumut                                   | 4 març 2015       | [ 67 ] |
| A la deriva                            | 2.484.673     | Txarango                                  | 4 juny 2020       | [ 68 ] |
| Jo mai mai                             | 2.464.808     | Joan Dausà                                | 13 juny 2012      | [ 69 ] |
| Sort de tu                             | 2.441.692     | Oques Grasses                             | 11 abril 2024     | [ 70 ] |
| Les teves pigues                       | 2.414.416     | Doctor Prats                              | 27 maig 2019      | [ 71 ] |
| Hui la liem                            | 2.411.820     | Auxili                                    | 6 març 2018       | [ 72 ] |
| Mussegu                                | 2.406.262     | Figa Flawas                               | 15 març 2023      | [ 73 ] |
| Correfoc                               | 2.368.620     | Zoo                                       | 24 març 2017      | [ 74 ] |
| Camins                                 | 2.346.133     | Zoo & Oques Grasses                       | 1 juliol 2015     | [ 75 ] |
| Tot anirà bé                           | 2.323.224     | Joan Dausà                                | 5 gener 2019      | [ 76 ] |
| Que tot et vagi bé                     | 2.320.669     | Txarango & Gerard Quintana & Natxo Tarrés | 14 juny 2021      | [ 77 ] |
| Que tinguem sort                       | 2.255.135     | Lluís Llach                               | 14 agost 2010     | [ 78 ] |
| Cac Blac                               | 2.243.104     | P.A.W.N. Gang                             | 28 febrer 2014    | [ 79 ] |
| I tu, sols tu                          | 2.228.304     | El Diluvi                                 | 1 octubre 2015    | [ 80 ] |
| La vida sense tu                       | 2.225.829     | Obrint Pas                                | 24 octubre 2011   | [ 81 ] |
| Cançó de l'aire                        | 2.218.482     | Oques Grasses                             | 8 febrer 2019     | [ 82 ] |
| T'he trobat a faltar                   | 2.182.604     | Buhos & ETS                               | 9 desembre 2021   | [ 83 ] |
| El tren del temps                      | 2.023.663     | Txarango                                  | 21 març 2017      | [ 84 ] |
| Que no s'acabi                         | 2.004.089     | Figa Flawas                               | 26 agost 2022     | [ 85 ] |

## Videoclips infantils

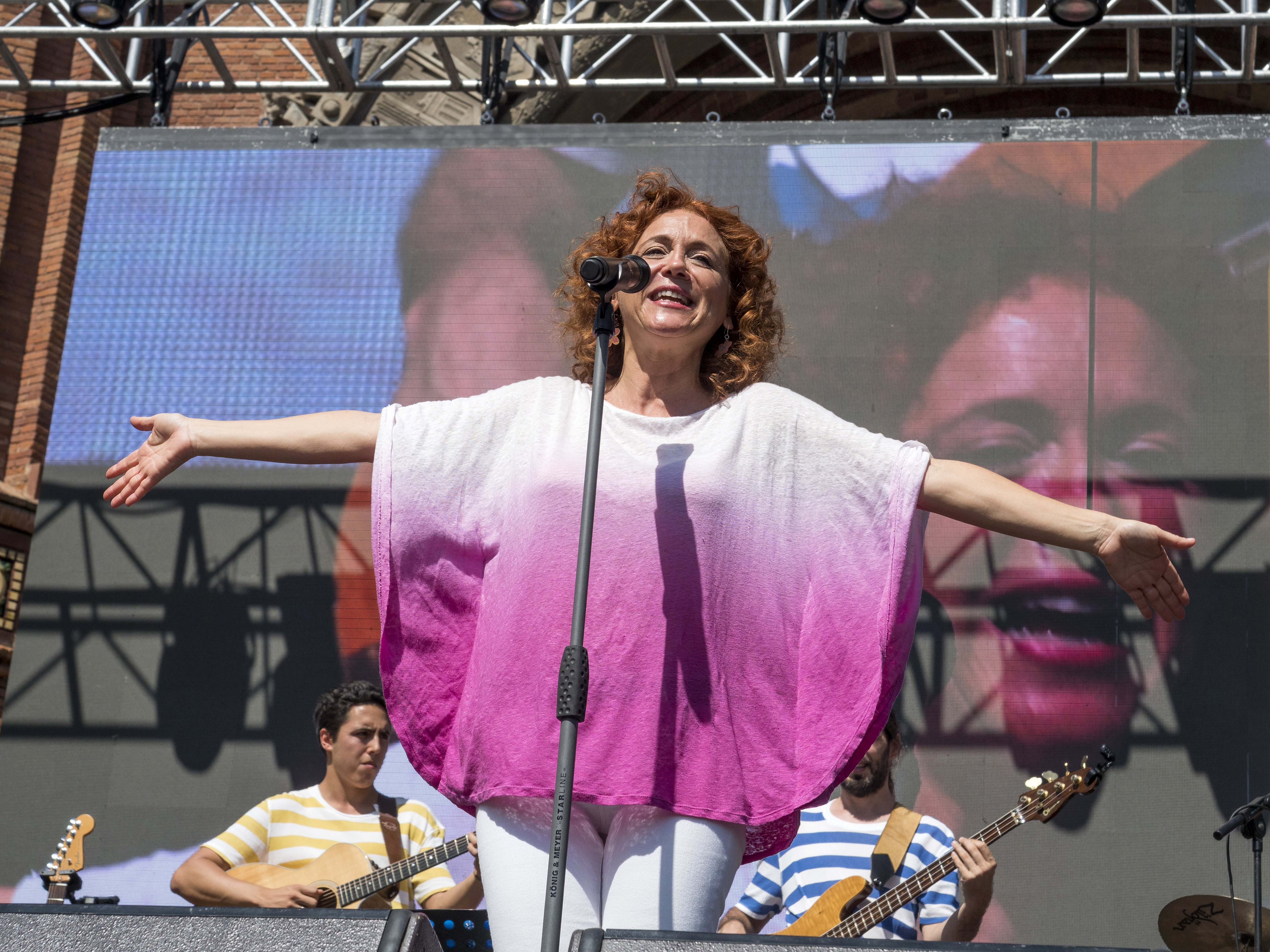
Dàmaris Gelabert acumula més de 850 milions de reproduccions en el seu canal de YouTube

(actualitzat a 07/05/25)
| Títol                         | Reproduccions | Artista/Grup     | Data publicació  | Ref     |
| ----------------------------- | ------------- | ---------------- | ---------------- | ------- |
| Els mosquits                  | 398.906.871   | Dàmaris Gelabert | 31 gener 2014    | [ 87 ]  |
| Els dies de la setmana        | 230.106.633   | Dàmaris Gelabert | 15 gener 2014    | [ 88 ]  |
| Les vocals                    | 46.014.400    | Dàmaris Gelabert | 7 febrer 2014    | [ 89 ]  |
| Bon dia!                      | 39.331.080    | Dàmaris Gelabert | 14 desembre 2013 | [ 90 ]  |
| Qui soc jo?                   | 30.686.509    | Dàmaris Gelabert | 2 gener 2014     | [ 91 ]  |
| El lleó vergonyós             | 24.009.870    | El Pot Petit     | 15 juliol 2017   | [ 92 ]  |
| Els pirates                   | 21.527.202    | El Pot Petit     | 8 juliol 2017    | [ 93 ]  |
| Anem a la piscina             | 17.083.707    | Dàmaris Gelabert | 13 abril 2017    | [ 94 ]  |
| Tu                            | 15.260.445    | Dàmaris Gelabert | 27 desembre 2013 | [ 95 ]  |
| El Drac Rac                   | 11.792.089    | El Pot Petit     | 29 juny 2017     | [ 96 ]  |
| Què seré quan sigui gran?     | 11.093.654    | Dàmaris Gelabert | 17 febrer 2017   | [ 97 ]  |
| Sóc un mico                   | 10.500.141    | El Pot Petit     | 26 juny 2019     | [ 98 ]  |
| L'hora de fer música          | 9.113.755     | Dàmaris Gelabert | 27 gener 2014    | [ 99 ]  |
| Ara ve Nadal                  | 7.873.985     | El Pot Petit     | 18 desembre 2017 | [ 100 ] |
| Puja al meu coet              | 7.305.523     | El Pot Petit     | 2 agost 2017     | [ 101 ] |
| Tot sona!                     | 7.161.221     | Dàmaris Gelabert | 9 gener 2014     | [ 102 ] |
| La gallina tica               | 7.103.402     | El Pot Petit     | 8 agost 2017     | [ 103 ] |
| L'abecedari                   | 7.080.220     | Dàmaris Gelabert | 11 març 2014     | [ 104 ] |
| Colors de l'arc de Sant Martí | 6.792.299     | El Pot Petit     | 24 juliol 2017   | [ 105 ] |
| Viatjant per tot el món       | 6.508.219     | El Pot Petit     | 28 agost 2017    | [ 106 ] |
| El cuc poruc                  | 5.829.452     | El Pot Petit     | 8 gener 2013     | [ 107 ] |
| La rumba de les castanyes     | 5.095.892     | El Pot Petit     | 23 setembre 2015 | [ 108 ] |
| No som penjadors              | 5.043.247     | Dàmaris Gelabert | 10 febrer 2017   | [ 109 ] |
| Massatges                     | 5.010.082     | Dàmaris Gelabert | 28 gener 2014    | [ 110 ] |

### Entre dos i cinc milions de reproduccions
(actualitzat a 07/05/25)
| Títol                            | Reproduccions | Artista/Grup     | Data publicació  | Ref     |
| -------------------------------- | ------------- | ---------------- | ---------------- | ------- |
| El rock de la formiga            | 4.915.587     | El Pot Petit     | 11 agost 2017    | [ 111 ] |
| Animals de la sabana             | 4.716.539     | El Pot Petit     | 14 setembre 2017 | [ 112 ] |
| Bon profit                       | 4.490.232     | Ambauka          | 16 setembre 2021 | [ 113 ] |
| El pirata despistat              | 3.949.417     | El Pot Petit     | 15 març 2019     | [ 114 ] |
| El gat enfadat                   | 3.670.555     | El Pot Petit     | 11 febrer 2019   | [ 115 ] |
| La vida secreta de les formigues | 3.529.550     | Lali BeGood      | 19 gener 2019    | [ 116 ] |
| El jardí                         | 3.489.677     | El Pot Petit     | 16 maig 2019     | [ 117 ] |
| M'agrada el Nadal                | 3.481.305     | Dàmaris Gelabert | 15 novembre 2015 | [ 118 ] |
| La festa de la pau               | 3.430.367     | Dàmaris Gelabert | 29 gener 2019    | [ 119 ] |
| Les joguines                     | 3.403.530     | El Pot Petit     | 8 setembre 2017  | [ 120 ] |
| La llegenda de Sant Jordi        | 3.049.053     | Ambauka          | 20 abril 2012    | [ 121 ] |
| Contents                         | 2.815.597     | Ambauka          | 9 octubre 2019   | [ 122 ] |
| Les dotze van tocant             | 2.696.878     | El Pot Petit     | 16 desembre 2022 | [ 123 ] |
| Aura, la dinosaure               | 2.493.136     | El Pot Petit     | 24 març 2022     | [ 124 ] |
| Naturalment                      | 2.433.016     | Dàmaris Gelabert | 20 setembre 2018 | [ 125 ] |
| L'estrella del pop               | 2.331.979     | El Pot Petit     | 7 abril 2022     | [ 126 ] |
| Comença l'estiu!                 | 2.262.599     | Dàmaris Gelabert | 26 maig 2017     | [ 127 ] |
| Fruites i verdures               | 2.147.046     | Dàmaris Gelabert | 17 març 2017     | [ 128 ] |
| El gall Ot                       | 2.068.208     | El Pot Petit     | 17 març 2022     | [ 129 ] |
| A la tardor                      | 2.033.201     | El Pot Petit     | 7 octubre 2012   | [ 130 ] |
| TAT!                             | 2.033.124     | Dàmaris Gelabert | 23 gener 2014    | [ 131 ] |
| El drac Qüí                      | 2.020.393     | Ambauka          | 9 abril 2020     | [ 132 ] |
| Rentem les dents                 | 2.014.249     | Dàmaris Gelabert | 14 gener 2014    | [ 133 ] |